# Bridie Carter
Bridie Carter (* 18. Dezember 1970 in Melbourne, Victoria, Australien) ist eine australische Schauspielerin.

## Leben
Ihr Debüt als Schauspielerin gab Bridie Carter 1995 in der australischen Fernsehserie Home and Away. 1999 und 2021 spielte sie erneut in dieser Serie in unterschiedlichen Rollen mit. Es folgten eine Reihe weiterer Fernseh- und Kinoproduktionen, ehe sie ab 2001 durch die Rolle der Tess Silverman McLeod-Ryan in der Serie McLeods Töchter international bekannt wurde. 2006 verließ sie die Serie zugunsten ihrer Familienplanung.
2007 nahm sie an Dancing with the Stars, der australischen Version von Strictly Come Dancing teil und gewann die Sendung gemeinsam mit ihrem Tanzpartner Craig Monley.
2004 heiratete Bridie Carter den Designer Michael Wilson. Das Paar hat zwei Söhne, die 2004 und 2010 geboren wurden. Sie engagiert sich sehr stark in Wohltätigkeitsorganisationen wie Actors for Refugees und A Just Australia.

## Nominierungen
Bridie Carter war von 2003 bis 2006 sieben Mal für einen Logie Award für ihre Rolle in McLeods Töchter nominiert.

## Filmografie (Auswahl)
- 1995–2021: Home and Away (Fernsehserie, 27 Folgen)
- 1996: G.P. (Fernsehserie, 1 Folge)
- 1997: Water Rats – Die Hafencops (Water Rats, Fernsehserie, 2 Folgen)
- 1997: Simone de Beauvoir's Babies (Fernseh-Miniserie, 2 Folgen)
- 1997: Kangaroo Palace (Fernsehfilm)
- 1998: All Saints (Fernsehserie, 1 Folge)
- 1999: Envy
- 1999: Fresh Air
- 2000: Above the Law (Fernsehserie, 35 Folgen)
- 2000: In Sachen Mord (Murder Call, Fernsehserie, 1 Folge)
- 2001: My Husband My Killer (Fernsehfilm)
- 2001–2006: McLeods Töchter (McLeod’s Daughters, Fernsehserie, 135 Folgen)
- 2010: I Love You Too
- 2011: Rescue Special Ops (Fernsehserie, 1 Folge)
- 2011: Wild Boys (Fernsehserie, 1 Folge)
- 2011: There's a Hippopotamus on Our Roof Eating Cake (Kurzfilm)
- 2011: Ragtime (Kurzfilm)
- 2012: The Things My Father Never Taught Me (Kurzfilm)
- 2013: It's a Date (Fernsehserie, 1 Folge)
- 2015: Skin (Kurzfilm)
- 2015: Nostalgia (Kurzfilm)
- 2015–2018: 800 Words (Fernsehserie, 31 Folgen)
- 2016: EMO the Musical